# Нисина, Юкана
Юкана Нисина (яп. 仁科有加那; англ. Yukana Nishina; род. 24 октября 1989 года, в Сихоро, префектура Хоккайдо) — японская конькобежка. Бронзовая призёр чемпионата мира среди юниоров 2009 года. Выступала за команду "Nidec Sankyo".

## Биография
Юкана Нисина начала кататься на коньках в возрасте 4-х лет под влиянием брата и сестры.. 
С 2003 года участвовала в соревнованиях средних школ и уже через год занимала 1-е места в спринте. В 2006 году начала выступления на взрослых чемпионатах Японии. В 2007 году стала 2-й на юниорском чемпионате Японии в спринтерском многоборье, а через год выиграла "бронзу". Наконец в 2009 году Юкана выиграла чемпионат страны среди юниоров и дебютировала на чемпионате мира среди юниоров в Закопане, где смогла завоевать бронзовую медаль на дистанции 500 м.
В декабре 2009 года она заняла 7-е места в забегах на 500 и 1000 м и не прошла квалификацию на олимпиаду 2010 года. В октября 2010 года на чемпионате Японии она выиграла 3-е место в забеге на 500 м. В 2011 году участвовала на чемпионате мира на отдельных дистанциях в Инцелле заняла 17-е место на дистанции 500 м. В 2012 году поднялась на 15-е место в многоборье на чемпионате мира в спринте в Калгари.
В олимпийском отборе в 2013 году Нисина заняла 7-е место в беге на 500 м и 15-е на 1000 м и вновь не прошла квалификацию на олимпийский турнир 2014 года, после чего в марте 2014 года завершила карьеру спортсменки.

## Личная жизнь
Юкана Нисина с мая 2014 года стала работать штатным сотрудником городского комитета по образованию.